# Ковентри, Джордж, 9-й граф Ковентри
Джордж Уильям Ковентри, 9-й граф Ковентри (англ. George William Coventry, 9th Earl of Coventry; 9 мая 1838 — 13 марта 1930) — британский дворянин и консервативный политик. Он носил титул учтивости — виконт Дирхерст с 1838 по 1843 год.

## Происхождение и образование
Родился 9 мая 1838 года в Уилтон-Кресент, Лондон. Единственный сын Джорджа Уильяма Ковентри, виконта Дирхерста (1808—1838), и Харриетт Энн Кокерелл (1812—1842). Его старшая сестра, леди Мэри Эмма Кэтрин Ковентри (1836—1912), была женой достопочтенного Джеральда Генри Брабазона Понсонби (младшего сына Джона Понсонби, 4-го графа Бессборо).
Он получил образование в Итонском колледже и в колледже Крайст-черч, Оксфорд.

## Карьера
15 мая 1843 года после смерти своего деда, Джорджа Ковентри, 8-го графа Ковентри (1784—1843), Джордж Ковентри унаследовал титулы 9-го графа Ковентри (Пэрство Англии) и 9-го виконта Дирхерста из Дирхерста в графстве Глостершир (Пэрство Англии).
Лорд Ковентри сидел на скамьях Консервативной партии в Палате лордов и занимал должность капитана Почетного корпуса джентльменов по оружию в правительстве графа Биконсфилда с 1877 по 1880 год и в правительстве лорда Солсбери с 1885 по 1886 год, а также под началом Солсбери в качестве мастера гончих с 1886 по 1892 год и снова с 1895 по 1900 год. В августе 1877 года он был принят в Тайный совет Великобритании.
Лорд-лейтенант Вустершира (1891—1903), почетный полковник 3-го и 4-го (Вустерширского ополчения) батальонов Вустерширского полка с 1900 года. Он был удостоен звания лорда-главного стюарда Тьюксбери в декабре 1901 года. Во время Первой мировой войны граф Ковентри, как лорд-лейтенант, был номинальным главой военных действий графства. Он возглавлял ряд комитетов и благотворительных организаций и был президентом Вустерширского добровольческого полка Корпуса подготовки добровольческих кадров (домашняя гвардия Первой мировой войны). Помимо своей политической карьеры он также занимался скачками. В 1899 году он был президентом Королевского сельскохозяйственного общества.

## Личная жизнь

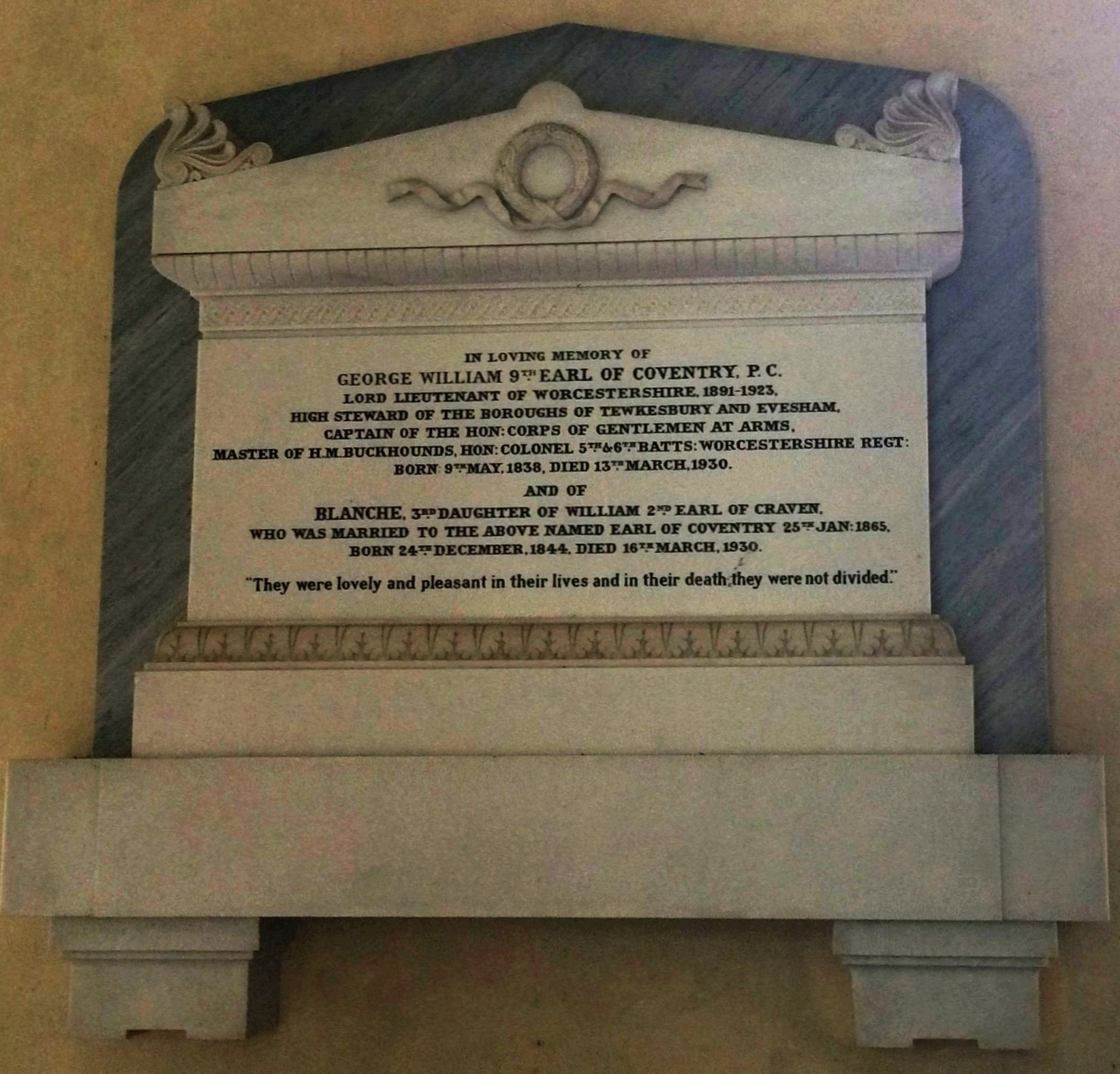
Мемориал 9-му графу Ковентри в церкви Крум-Корта

25 января 1865 года в церкви Св. Георгия, Сент-Джордж-стрит, Ганновер-сквер, Лондон, лорд Ковентри женился на леди Бланш Крейвен (24 декабря 1842 — 16 марта 1930), дочери Уильяма Крейвена, 2-го графа Крейвена (1809—1866), и леди Эмили Мэри Гримстон (1815—1901), дочери Джеймса Гримстона, 1-го графа Верулама. У супругов было шесть сыновей и три дочери:
- Джордж Уильям Ковентри, виконт Дирхерст (15 ноября 1865 — 8 августа 1927), который женился на американке Вирджинии Ли Бонинг (урожденной Дэниел), дочери Уильяма Дэниела, которую усыновил Чарльз Уильям Бонинг[6].
- Достопочтенный Чарльз Джон Ковентри (26 февраля 1867 — 2 июня 1929), военный и успешный игрок в крикет[7]. В 1900 году он женился на Лили Уайтхаус, дочери Уильяма Фицхью Уайтхауса и сестре американского дипломата Эдвина Шелдона Уайтхауса[2].
- Достопочтенный Генри Томас Ковентри (3 мая 1868 — 2 августа 1934), который также играл в первоклассный крикет[8]. В 1907 году он женился на Эдит (урожденной Кип) Маккрири, дочери полковника Лоуренса Кипа и Евы Лориллард[2].
- Достопочтенный сэр Реджинальд Уильям Ковентри (29 августа 1869 — 3 декабря 1940), в 1911 году он женился на Гвенллиан Паско Морган, дочери Эдварда Вогана Моргана. После её смерти в 1925 году он женился на Фрэнсис Констанс Джонс, дочери Чарльза Гвиллима Джонса, в 1926 году[2].
- Леди Барбара Элизабет Ковентри (27 октября 1870 — 29 ноября 1946), в 1894 году она вышла замуж за Джеральда Дадли Смита, сына Дадли Роберта Смита.
- Леди Дороти Ковентри (6 февраля 1872 — 2 декабря 1965), в 1910 году она вышла замуж за сэра Кейта Фрейзера, 5-го баронета[2].
- Леди Энн Бланш Элис Ковентри (27 января 1874 — 2 июля 1956), в 1898 году она вышла замуж за принца Виктора Далипа Сингха, старшего сына махараджи Далипа Сингха[2].
- Достопочтенный Уильям Фрэнсис Ковентри (6 августа 1875 — 11 декабря 1937), умер неженатым[2].
- Достопочтенный Томас Джордж Ковентри (25 августа 1885 — 9 декабря 1972), в 1910 году он женился на Элис Уорд, дочери Томаса Уорда, с которой развелся около 1930 года[2].

Лорд Ковентри умер 13 марта 1930 года в возрасте 91 года и ему наследовал его внук Джордж, сын Джорджа Уильяма Ковентри, виконта Дирхерста.